# Survivalism

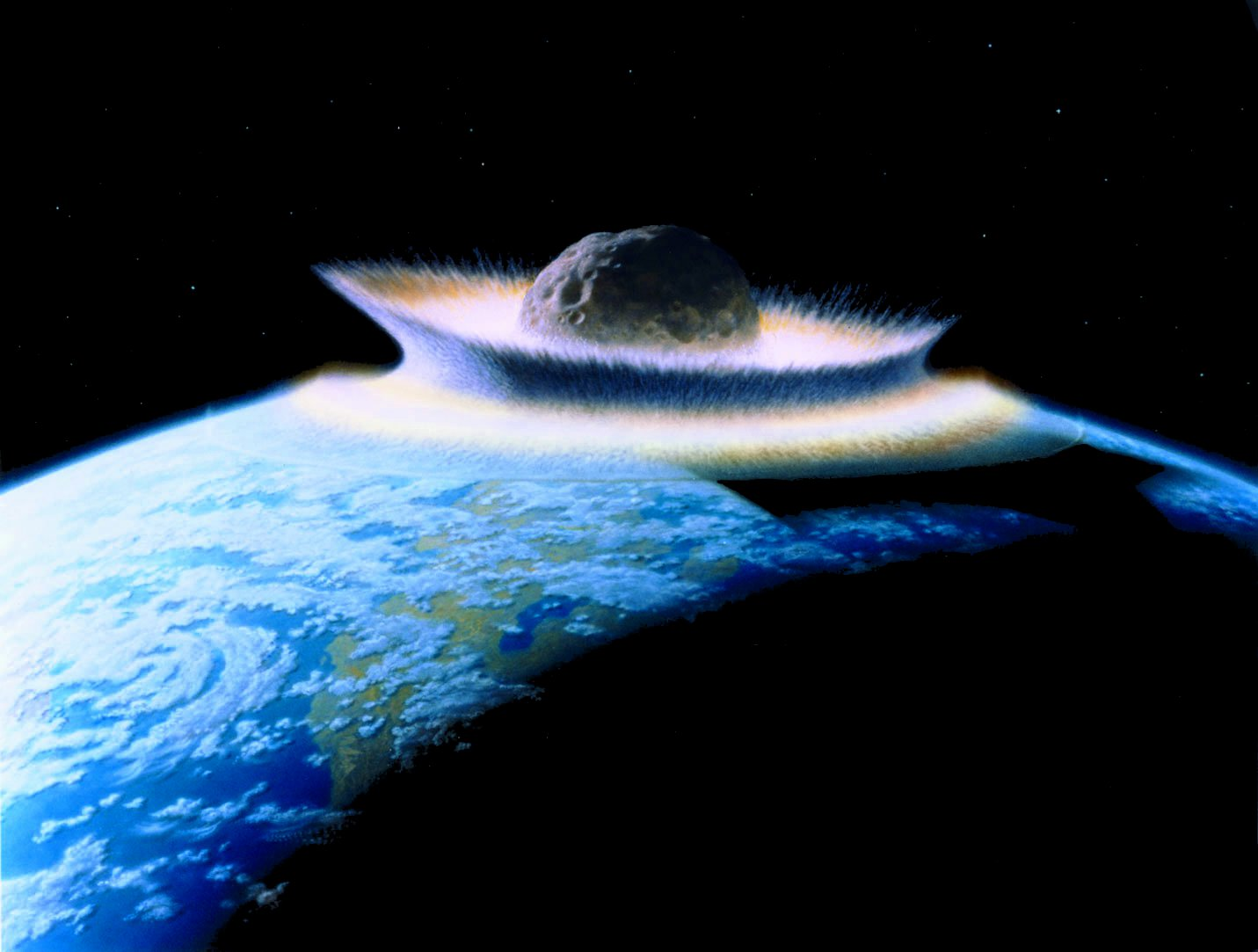
Impactul unui meteorit cu Pământul, eveniment pentru care survivaliștii se pregătesc

Survivalism-ul (tradus ad litteram în română ca Supravieționism) este o mișcare care reunește oameni, ce se pregătesc activ de astfel de situații de urgență cum ar fi:
- Catastrofe naturale
- Dezastre tehnologice⁠(en)[traduceți]
- crize asociate cu pene de curent, lipsa de hrană, apă⁠(en)[traduceți] și altele evenimente asemănătoare
- epidemii.

sau pentru evenimente și mai catastrofale⁠(en)[traduceți] cum ar fi războiul nuclear, ciocnirea unui corp ceresc de mari dimensiuni cu Pământul, încălzirea globală, apocalipsa zombi, împrejurări care, în conformitate cu opinia susținătorilor mișcării pot pune capăt civilizației umane și pentru „venirea” cărora populația trebuie să fie pregătită în avans.

## Istoric
Mișcarea apare în Statele Unite în timpul Războiului Rece. La mijlocul anilor 1970 ca urmare a crizei petrolului din 1973, Howard Ruff⁠(en)[traduceți] publică cartea „Foamea și supraviețuirea în America”. În 1975, Kurt Saxon⁠(en)[traduceți] a început să publice un buletin informativ lunar „The Survivor” și, așa cum susține el, a inventat termenul de „survivalist”. 
Mai târziu, în țările occidentale au început să apară cluburi și organizații survivaliste. 
De obicei, membrii mișcării dispun de o trusă de supraviețuire sau așa-numita „Bug-out bag⁠(en)[traduceți]” („rucsac alarmă”), care de multe ori constă din medicamente, mijloace de semnalizare, purificatoare⁠(en)[traduceți] de apă, dispozitive de navigare, corturi sau alte adăposturi portabile, precum și de hrană, apă potabilă, îmbrăcăminte, chibrite, busolă, cuțit, etc. 
Uneori survivaliștii construiesc adăposturi (buncăre). De asemenea se pregătesc pentru o autosuficiență în caz de prăbușire a societății, în special prin crearea unei comunități autonome izolate. 
Unii membri mai radicali, de asemenea, se pregătesc pentru o rezistența armată oamenilor înfometați, care, eventual în caz de colaps al societății vor încerca să fure din stocurile survivaliștilor. Prin urmare, mulți survivaliști dispun de capacități militare armate și sunt bine instruiți.

## Vedeți și
- Apărare civilă
- Darwinism social
- Dispariția omului
- Ficțiune post apocaliptică
- David Koresh
- Trusă de supraviețuire⁠(en)[traduceți]